# Toxophora maxima
Toxophora maxima är en tvåvingeart som beskrevs av Daniel William Coquillett 1886. Toxophora maxima ingår i släktet Toxophora och familjen svävflugor. Inga underarter finns listade i Catalogue of Life.